# 遠野ひかる
遠野 ひかる（とおの ひかる、1996年3月5日 - ）は、日本の女性声優。響所属。東京都出身。

## 経歴
小学生時代に音読の宿題を父親に褒められたことをきっかけに、漠然と声の仕事を意識するようになり、高校生時代に多数のアニメ作品に触れて声優になることを決意する。その後、およそ7年に渡り、様々なオーディションを受けては落選を繰り返すが、最初の決意は揺るがず、遂に2017年に響の新人声優発掘プロジェクトのオーディションに合格し、響所属となった。同期には紡木吏佐がいる。
初めて声を当てた作品は、アプリゲーム『トリプルモンスターズ』のメリュジーナ･マーリン役である。
2018年11月、紡木と共にブシロード風邪予防大使に任命された。
2022年12月、野本ほたると共にTikTokで動画投稿を始めた。

## 人物
- 愛称のとのぴーは、事務所の先輩である三森すずこが命名した[1]。
- 趣味は舞台鑑賞、ピアノ、読書[2]。特技はダンス、栄養管理[2]。
- 家庭料理技能検定3級の資格を所持している[2]。
- 好きなものとして、猫、アニメ、お酒、桃、宝塚歌劇団を挙げている[5]。
- 2歳上の姉がいる[要出典]。
- 河瀬茉希とは河瀬が転校するまで同じ小学校の同学年に在籍しており、年賀状を出し合う仲だった[10]。

## 出演
太字はメインキャラクター。

### テレビアニメ
2018年
- フューチャーカード 神バディファイト（生徒A）
- ゾイドワイルド（少女）
- となりの吸血鬼さん（青木朝日）

2019年
- BanG Dream!（2019年 - 2020年、クラスメイト、店長 / 能々美子、生徒） - 2シリーズ
- バミューダトライアングル 〜カラフル・パストラーレ〜（セレナ）
- けものフレンズ2（レッサーパンダ）
- キラッとプリ☆チャン（同級生）
- カードファイト!! ヴァンガード（2019年 - 2020年、クォーレ・メイガス、戸倉ミサキ〈幼少期〉、店長代理） - 2シリーズ
- からかい上手の高木さん（2019年 - 2022年、ミサエ） - 2シリーズ
- 超人高校生たちは異世界でも余裕で生き抜くようです!（子供C、子供B）
- 耐え子の日常（2019年 - 2020年、姉崎ちゃん 他） - 2シリーズ
- 俺を好きなのはお前だけかよ（カリスマ群C子）
- 慎重勇者〜この勇者が俺TUEEEくせに慎重すぎる〜（竜族の子供）

2020年
- SHOW BY ROCK!! ましゅまいれっしゅ!!（2020年 - 2021年、ほわん） - 2シリーズ
- りばあす（愛染京）
- ド級編隊エグゼロス（女子生徒）
- ハクション大魔王2020（女の子）
- アサルトリリィ BOUQUET（王雨嘉）
- 神様になった日（愛来）
- D4DJ（2020年 - 2022年、女生徒、女子生徒） - 1シリーズ+特別編

2021年
- ウマ娘 プリティーダービー（2021年 - 2023年、マチカネタンホイザ） - 2シリーズ
- アイ★チュウ（晃のファン）
- ぷっちみく♪ D4DJ Petit Mix（観客、女子生徒）
- SSSS.DYNAZENON（金石、専門学生） - 2023年に劇場総集編公開
- カードファイト!! ヴァンガード overDress（2021年 - 2025年、瀬戸トマリ） - 7シリーズ
- シャドーハウス（子供）
- 擾乱 THE PRINCESS OF SNOW AND BLOOD
- スライム倒して300年、知らないうちにレベルMAXになってました（2021年 - 2025年、エノ） - 2シリーズ

2022年
- 異世界美少女受肉おじさんと（サテイナ）
- 終末のハーレム（万年美々）
- くノ一ツバキの胸の内（スズラン）
- CUE!（子役の少女）
- 転生賢者の異世界ライフ 〜第二の職業を得て、世界最強になりました〜（スラ、ミト）
- 咲う アルスノトリア すんっ!（ミドラシム）
- 不滅のあなたへ（ウシオ、女、少女）
- 農民関連のスキルばっか上げてたら何故か強くなった。（女の子）

2023年
- イジらないで、長瀞さん 2nd Attack（ラビちゃん）
- ダンジョンに出会いを求めるのは間違っているだろうかIV 深章 厄災篇（アスタ・ノックス）
- UniteUp!（千紘〈幼少期〉）
- 冒険者になりたいと都に出て行った娘がSランクになってた（ギルド受付嬢）
- はめつのおうこく（ユキ、魔女、女生徒）
- ビックリメン（女子A）
- 君のことが大大大大大好きな100人の彼女（女性店員）

2024年
- ダンジョン飯（生徒3）
- ワンルーム、日当たり普通、天使つき。（とわ）
- 神は遊戯に飢えている。（コノハ）
- 転生貴族、鑑定スキルで成り上がる（花を抱いた少女）
- リンカイ!（玉野桃花）
- 負けヒロインが多すぎる!（八奈見杏菜）
- 【推しの子】（女性客）
- メカウデ（カヤノ）
- 妖怪学校の先生はじめました!（2024年 - 2025年、のり子）
- 来世は他人がいい（友人たち）
- マーダーミステリー・オブ・ザ・デッド（ムルムル）

2025年
- この会社に好きな人がいます（経理部女性社員、ウグイス嬢、女子高生、女子大生、女性社員 他）
- 不遇職【鑑定士】が実は最強だった（ユーリ）
- どうせ、恋してしまうんだ。（鈴木）
- mono（敷島桜子、店員）
- 一瞬で治療していたのに役立たずと追放された天才治癒師、闇ヒーラーとして楽しく生きる（ウミン）
- 最強の王様、二度目の人生は何をする?（ダイアン・ホワイトホール）
- 雨と君と（のりこ）

### 劇場アニメ
- 劇場版 BanG Dream! ぽっぴん'どりーむ!（2022年、能々美子）
- 劇場版 からかい上手の高木さん（2022年）
- 劇場版アルゴナビス AXIA（2023年、旭那由多〈幼少期〉）
- 劇場版 Re:STARS 〜未来へ繋ぐ2つのきらぼし〜（2023年、エノ）
- 劇場版すとぷり はじまりの物語〜Strawberry School Festival!!!〜（2024年、緑化委員長）

### Webアニメ
- むすんでひらいて（2018年、放送委員）
- 少女☆寸劇 オールスタァライト（2019年、夢大路栞[41]）
- アサルトリリィ ふるーつ（2021年、王雨嘉[42]）
- みにヴぁん ら〜じ（2021年 - 2022年、戸倉ミサキ、女性4、女性ファンたち、店長代理） - 2シリーズ
- The Missing 8（2021年、ポピー[43]）
- ゲーム『ウマ娘 プリティーダービー』1st Anniversary Special Animation（2022年、マチカネタンホイザ[44]）
- うまゆる（2022年 - 2023年、マチカネタンホイザ[45]）
- ロマンティック・キラー（2022年、☆Ayami★）

### ゲーム
2018年
- けものフレンズぱびりおん（ラッキービーストIII型）
- 天空のクラフトフリート（ユメア、ナキク）
- トリプルモンスターズ（メリュジーナ・マーリン）
- 少女☆歌劇 レヴュースタァライト -Re LIVE-（夢大路栞）

2019年
- 共闘ことばRPG コトダマン（レッサーパンダ）
- ブラウンダスト（レア）
- 少女とドラゴン-幻獣契約クリプトラクト-（カヤノヒメ）
- アッシュアームズ‐灰燼戦線-（IV号戦車F2型）
- ファイトリーグ（スージー・ルルエット）

2020年
- SHOW BY ROCK!! Fes A Live（ほわん）
- 黒騎士と白の魔王（クローソー）
- キングダムオブヒーロー（デメテル）
- アズールレーン（ニュルンベルク）
- レッド プライドオブエデン（リサ）
- ヒーローカンターレ（海駝）

2021年
- アサルトリリィ Last Bullet（王雨嘉）
- ディズニー ツイステッドワンダーランド（ヴィル・シェーンハイト〈幼少期〉）
- ウマ娘 プリティーダービー（2021年 - 2023年、マチカネタンホイザ）
- グリザイア クロノスリベリオン（2021年 - 2023年、ラピス） - 2作品
- 逆転オセロニア（バフォメット）

2022年
- 異世界に飛ばされたらパパになったんだが 〜精霊騎士団物語〜（ペニー）
- クイズRPG 魔法使いと黒猫のウィズ（バエル / ベアトリクス）
- eBASEBALLパワフルプロ野球2022（本若春陽）
- 聖剣伝説 ECHOES of MANA（キルテ）
- LACKGIRL I - “Astra inclinant, sed non obligant.”（アッシュ）

2023年
- D.C.5 〜ダ・カーポ5〜（鳴深芙美乃）
- 白猫プロジェクト（セルピナ）
- ヘブンバーンズレッド（ルミ）
- 対魔忍GOGO!（田中稲）
- クライマキナ/CRYMACHINA（エノア）
- 女神楽園 ガーデス・パラダイス（ハスター、蚩尤）
- グランブルーファンタジー（アルフィアナ）

2024年
- D.C.5 Future Link 〜ダ・カーポ5〜 フューチャーリンク（鳴深芙美乃）
- ゴブリンスレイヤー -ANOTHER ADVENTURER- NIGHTMARE FEAST（ギルド職員）
- 百英雄伝(リルン）
- マブラヴ：ディメンションズ（タリサ・マナンダル）
- 箱庭開拓 ハムスターと太陽の里（ぶらはむ）

2025年
- 崩壊:スターレイル（トリビー、トリアン、トリノン）
- モンスターストライク（盤古）
- KANADE（ぷにゃ）
- D.C. Re:tune 〜ダ・カーポ〜 リチューン（風祈）

### 吹き替え
- 白蛇: 縁起（2021年、村の子供B[78][79]）
- ファイヤーバディ（2023年、バイオレット・ベガボーン）
- フェ〜レンザイ -神さまの日常-（2023年、シャオバオ）
- 最後の召喚師 -The Last Summoner-（2023年、幼少期のアジェ、通行人C）

### 舞台
- アサルトリリィ×私立ルドビコ女学院「白きレジスタンス〜約束の行方〜」（2018年、羽田・カタリナ・芽衣[80]）
- アサルトリリィ League of Gardens（2020年、王雨嘉[81]）
- アサルトリリィ The Fateful Gift（2020年、王雨嘉[82]）
- 劇団飛行船「くまのがっこう すてきなすてきなおくりもの」（2020年、ジャッキー〈声の出演〉[83]）
- アサルトリリィ Lost Memories（2022年、王雨嘉[84]）
- 少女☆歌劇 レヴュースタァライト -The LIVE エーデル- Delight（2022年、夢大路栞[85]）
- 少女☆歌劇 レヴュースタァライト -Re LIVE- Reading Theatre 第三弾「ロイヤルリテイナー」（2023年、夢大路栞）[86]
- 少女☆歌劇レヴュースタァライト -Edel Bühne- ～朗読劇 エリュシオン 神世の章～（2024年、夢大路栞）[87]
- 少女☆歌劇 レヴュースタァライト -Re LIVE- Reading Theatre 第五弾「あやかし見廻り浪漫譚」（2025年、夢大路栞）[88]
- 岩井秀人（WARE）プロデュース「いきなり本読み！Voices」（2025年〈予定〉）[89]

### ラジオ
※はインターネット配信。
- カドラジ（2019年 - 、HiBiKi Radio Station※）第79回よりレギュラー出演[90]
- SHOW BY ROCK!! STARS!! ましゅラジ♪（2021年 - 、音泉※）
- Reバースラジオ（2019年 - 、HiBiKi Radio Station）※第78回よりレギュラー出演
- 『ワンルーム、日当たり普通、天使つき。』よいこのラジオ大百科（2024年、HiBiKi Radio Station※・YouTube※）[91]
- 大西沙織・遠野ひかる 余生ですよ！（2024年 - 、HiBiKi Radio Station※）[92]
- mono語り（2025年、音泉※・YouTube※）

### テレビ番組
※はインターネット配信。
- 遠野と夏吉のいぶりがっ娘 お酒はハタチになってから。（2021年 - 、OPENREC.tv※、YouTube※）[93]

### デジタルコミック
2019年
- 先生だって、かまってほしい。番外編（2019年 - 2020年、女子生徒）

2020年
- ヤンキー君と白杖ガール
- ゲーセン少女と異文化交流（リリーママ）

2021年
- マジカル★エクスプローラー エロゲの友人キャラに転生したけど、ゲーム知識使って自由に生きる（加藤里奈ほか）
- まったく最近の探偵ときたら（田村崇子ほか）
- ブラッド・ドゥーム（部員B）
- 勇者サポートセンター魔王城支部（れさぱん、はむはむデビル ほか）
- 四つ子ぐらし（先生 他）
- クソザコ風紀委員長かえりちゃん（打比志かえり）

2022年
- リリィ・リリィ・ラ・ラ・ランド（灰掃小咲）
- さんしょく弁当（星名）

2024年
- 聖女なのに国を追い出されたので、崩壊寸前の隣国へ来ました（ローエル） - 2025年にテレビ放送

### ASMR
- ナミダノオト。〜頬を伝う君へのキモチ〜（2022年、露崎日菜）
- 『アサルトリリィ Last Bullet』ASMR 雨嘉さんと一緒～私をお姉ちゃんだと思っていいよ～（2024年、王雨嘉）

### その他コンテンツ
- 温泉むすめ（2018年、温泉津佐間[106]）
- サンリオアニメストア イメージキャラクター（2019年、ほわんちゃん）
- 『川柳少女』特装版第9巻 CMナレーション
- LINEスタンプ『SHOW BY ROCK!!』（2020年、ほわん）
- ドラマCD『悪役令嬢は隣国の王太子に溺愛される』コミックス7巻限定版（2020年、妖精）
- SSSS.DYNAZENON ボイスドラマ（2021年、金石）
- 映画『駒田蒸留所へようこそ』公開記念！ 魅力を徹底紹介スペシャル（2023年11月9日、TOKYO MX）　ナレーション
- 祝！プリキュア20周年!!周年の軌跡 魅力♡祭典♡熱狂スペシャル!!!（2024年1月28日、TOKYO MX） - ナレーション[107]
- 『魔法つかいプリキュア!!〜MIRAI DAYS〜』放送記念!新春まほプリSP（2025年1月3日、TOKYO MX） - 天の声/ナレーション[108]

## ディスコグラフィ

### キャラクターソング
| 発売日         | 商品名                                                                                            | 歌 | 楽曲 | 備考                                                                                                |
| -------------- | ------------------------------------------------------------------------------------------------- | --- | --- | --------------------------------------------------------------------------------------------------- |
| 2018年3月28日  | ワクワクが止まらないw                                                                             | ピンクスプラウト | 「ワクワクが止まらないw」 「せーの DE ドッカーン！」 | ゲーム『トリプルモンスターズ』関連曲                                                                |
| 2019年2月3日   | シャボン                                                                                          | セレナ（遠野ひかる） | 「シャボン」 | テレビアニメ『バミューダトライアングル 〜カラフル・パストラーレ〜』エンディングテーマ               |
| 2019年3月31日  | シャボン                                                                                          | カラフル・パストラーレ | 「シャボン」 | テレビアニメ『バミューダトライアングル 〜カラフル・パストラーレ〜』エンディングテーマ               |
| 2019年2月27日  | プラチナ・フォルテ                                                                                | シークフェルト音楽学院 | 「プラチナ・フォルテ」 「ディスカバリー！」 | ゲーム『少女☆歌劇 レヴュースタァライト -Re LIVE-』関連曲                                            |
| 2019年2月27日  | プラチナ・フォルテ                                                                                | 雪代晶（野本ほたる）、夢大路栞（遠野ひかる） | 「Rose Poems」 | ゲーム『少女☆歌劇 レヴュースタァライト -Re LIVE-』関連曲                                            |
| 2019年3月31日  | 魔法のアイコトバ                                                                                  | ほわん（遠野ひかる） | 「魔法のアイコトバ」 | 「サンリオアニメストア」テーマソング                                                                |
| 2019年6月19日  | フレンズビート！                                                                                  | ジャイアントパンダ（前田佳織里）とレッサーパンダ（遠野ひかる） | 「ふたりはパンダ」 | テレビアニメ『けものフレンズ2』関連曲                                                               |
| 2019年10月16日 | 少女☆歌劇 レヴュースタァライト レヴューアルバム ラ・レヴュー・エターナル                          | 西條クロディーヌ（相羽あいな）、夢大路栞（遠野ひかる）、夢大路文（倉知玲鳳） | 「ゼウスの仲裁」 | ゲーム『少女☆歌劇 レヴュースタァライト -Re LIVE-』関連曲                                            |
| 2019年12月28日 | グッドバイサンキュー！                                                                            | ほわん（遠野ひかる） | 「グッドバイサンキュー！」 | 「サンリオアニメストア」関連曲                                                                      |
| 2020年2月5日   | ヒロメネス/キミのラプソディー                                                                     | Mashumairesh! | 「ヒロメネス」 | テレビアニメ『SHOW BY ROCK!! ましゅまいれっしゅ!!』オープニングテーマ                               |
| 2020年2月5日   | ヒロメネス/キミのラプソディー                                                                     | Mashumairesh! | 「キミのラプソディー」 | テレビアニメ『SHOW BY ROCK!! ましゅまいれっしゅ!!』エンディングテーマ                               |
| 2020年2月5日   | ヒロメネス/キミのラプソディー                                                                     | Mashumairesh! | 「まっしろスタートライン」 | テレビアニメ『SHOW BY ROCK!! ましゅまいれっしゅ!!』関連曲                                           |
| 2020年2月19日  | ましゅましゅ!!がカラオケうたってみたCD                                                            | ほわん（遠野ひかる） / コーラス：マシマヒメコ（夏吉ゆうこ）、デルミン（和多田美咲）、ルフユ（山根綺） | 「放て！どどどーん！」 | テレビアニメ『SHOW BY ROCK!! ましゅまいれっしゅ!!』関連曲                                           |
| 2020年3月18日  | SHOW BY ROCK!! ましゅまいれっしゅ!! BD・DVD第1巻特典CD                                            | ほわん（遠野ひかる） | 「たからものはきみと」 | テレビアニメ『SHOW BY ROCK!! ましゅまいれっしゅ!!』関連曲                                           |
| 2020年3月18日  | SHOW BY ROCK!! ましゅまいれっしゅ!! BD・DVD第1巻 きゃにめ特典CD                                   | ほわん（遠野ひかる） | 「ヒロメネス」 「キミのラプソディー」 | テレビアニメ『SHOW BY ROCK!! ましゅまいれっしゅ!!』関連曲                                           |
| 2020年3月18日  | SHOW BY ROCK!! ましゅまいれっしゅ!! BD・DVD第1巻 きゃにめ特典CD                                   | ほわん（遠野ひかる） | 「まっしろスタートライン」 | テレビアニメ『SHOW BY ROCK!! ましゅまいれっしゅ!!』挿入歌                                           |
| 2020年4月1日   | エールアンドレスポンス                                                                            | Mashumairesh! | 「エールアンドレスポンス」 「プラットホーム」 | テレビアニメ『SHOW BY ROCK!! ましゅまいれっしゅ!!』挿入歌                                           |
| 2020年7月3日   | Reバース GO!                                                                                      | 鶏とナスの三ツ星シチュー | 「Reバース GO!」 | テレビアニメ『りばあす』エンディングテーマ                                                          |
| 2020年7月3日   | Reバース GO! トReニティ                                                                           | 愛染京（遠野ひかる） | 「Reバース GO!」 | テレビアニメ『りばあす』関連曲                                                                      |
| 2020年7月15日  | SHOW BY ROCK!! ましゅまいれっしゅ!! BD・DVD第4巻&第5巻 きゃにめ特典CD                             | ほわん（遠野ひかる） | 「エールアンドレスポンス」 「プラットホーム」 | テレビアニメ『SHOW BY ROCK!! ましゅまいれっしゅ!!』関連曲                                           |
| 2020年8月19日  | SHOW BY ROCK!! ましゅまいれっしゅ!! BD・DVD第6巻特典CD                                            | ほわん（遠野ひかる）、マシマヒメコ（夏吉ゆうこ） | 「てのひら」 | テレビアニメ『SHOW BY ROCK!! ましゅまいれっしゅ!!』関連曲                                           |
| 2021年1月20日  | ドレミファSTARS!!/星空ライトストーリー                                                            | プラズマジカ、Mashumairesh! | 「ドレミファSTARS!!」 | テレビアニメ『SHOW BY ROCK!! STARS!!』オープニングテーマ                                            |
| 2021年1月20日  | ドレミファSTARS!!/星空ライトストーリー                                                            | Mashumairesh! | 「星空ライトストーリー」 | テレビアニメ『SHOW BY ROCK!! STARS!!』エンディングテーマ                                            |
| 2021年1月20日  | ドレミファSTARS!!/星空ライトストーリー きゃにめ特典CD                                             | ほわん（遠野ひかる） | 「星空ライトストーリー」 | テレビアニメ『SHOW BY ROCK!! STARS!!』関連曲                                                        |
| 2021年1月27日  | アサルトリリィ BOUQUET BD第1巻特典CD                                                              | 一柳隊 | 「Edel Lilie」 | テレビアニメ『アサルトリリィ BOUQUET』エンディングテーマ                                            |
| 2021年2月17日  | TVアニメ「SHOW BY ROCK!!STARS!!」挿入歌ミニアルバム Vol.1                                         | Mashumairesh! | 「スピードアップ」 | テレビアニメ『SHOW BY ROCK!! STARS!!』挿入歌                                                        |
| 2021年2月24日  | アサルトリリィ BOUQUET BD第2巻特典CD                                                              | 郭神琳（星守紗凪）、王雨嘉（遠野ひかる） | 「いつでもそばで」 | テレビアニメ『アサルトリリィ BOUQUET』関連曲                                                        |
| 2021年3月17日  | TVアニメ「SHOW BY ROCK!!STARS!!」オリジナルサウンドトラック きゃにめ特典CD                        | ほわん（遠野ひかる） | 「スピードアップ」 | テレビアニメ『SHOW BY ROCK!! STARS!!』関連曲                                                        |
| 2021年3月17日  | SHOW BY ROCK!! STARS!! BD第1巻特典CD                                                              | ほわん（遠野ひかる）、マシマヒメコ（夏吉ゆうこ）、ララリン（Lynn）、ロージア（日高里菜） | 「全力 I Love You!」 | テレビアニメ『SHOW BY ROCK!! STARS!!』関連曲                                                        |
| 2021年3月17日  | SHOW BY ROCK!! STARS!! BD第1巻 きゃにめ特典CD                                                     | Mashumairesh! | 「ドレミファSTARS!!」 | テレビアニメ『SHOW BY ROCK!! STARS!!』関連曲                                                        |
| 2021年3月24日  | アサルトリリィ BOUQUET BD第3巻特典CD                                                              | 一柳隊 | 「GROWING*」 | テレビアニメ『アサルトリリィ BOUQUET』エンディングテーマ                                            |
| 2021年3月25日  | アノカナタリウム（TV edit）                                                                       | SHOWBYROCK!!STARS! | 「アノカナタリウム（TV edit）」 | テレビアニメ『SHOW BY ROCK!! STARS!!』挿入歌                                                        |
| 2021年3月31日  | ウマ娘 プリティーダービー ANIMATION DERBY Season 2 vol.3 Original Sound Track                     | スペシャルウィーク（和氣あず未）、サイレンススズカ（高野麻里佳）、トウカイテイオー（Machico）、ウオッカ（大橋彩香）、ダイワスカーレット（木村千咲）、ゴールドシップ（上田瞳）、メジロマックイーン（大西沙織）、シンボリルドルフ（田所あずさ）、ナイスネイチャ（前田佳織里）、ツインターボ（花井美春）、イクノディクタス（田澤茉純）、マチカネタンホイザ（遠野ひかる）、メジロパーマー（のぐちゆり）、ダイタクヘリオス（山根綺）、ミホノブルボン（長谷川育美）、ライスシャワー（石見舞菜香）、ビワハヤヒデ（近藤唯）、ナリタタイシン（渡部恵子）、ウイニングチケット （渡部優衣）、キタサンブラック（矢野妃菜喜）、サトノダイヤモンド（立花日菜）、マルゼンスキー（Lynn）、マヤノトップガン（星谷美緒）、ヒシアケボノ（松嵜麗）、エアグルーヴ（青木瑠璃子）、マチカネフクキタル（新田ひより）、メイショウドトウ（和多田美咲）、セイウンスカイ（鬼頭明里）、グラスワンダー（前田玲奈）、エルコンドルパサー（髙橋ミナミ）、サクラバクシンオー（三澤紗千香）、メジロライアン（土師亜文）、メジロドーベル（久保田ひかり）、ナリタブライアン（衣川里佳） | 「うまぴょい伝説 (TV Size)」 | テレビアニメ『ウマ娘 プリティーダービー Season 2』エンディングテーマ                                |
| 2021年4月7日   | TVアニメ「SHOW BY ROCK!!STARS!!」挿入歌ミニアルバム Vol.2                                         | プラズマジカ、Mashumairesh! | 「ランナーズハイ!!」 | テレビアニメ『SHOW BY ROCK!! STARS!!』挿入歌                                                        |
| 2021年4月7日   | TVアニメ「SHOW BY ROCK!!STARS!!」挿入歌ミニアルバム Vol.2                                         | Mashumairesh! | 「アノカナタリウム」 | テレビアニメ『SHOW BY ROCK!! STARS!!』挿入歌                                                        |
| 2021年4月7日   | TVアニメ「SHOW BY ROCK!!STARS!!」挿入歌ミニアルバム Vol.2 きゃにめ特典CD                          | ほわん（遠野ひかる） | 「アノカナタリウム」 | テレビアニメ『SHOW BY ROCK!! STARS!!』関連曲                                                        |
| 2021年4月21日  | SHOW BY ROCK!! BEST Vol.4                                                                         | シアン（稲川英里）、ほわん（遠野ひかる） | 「How To Fly」 | ゲーム『SHOW BY ROCK!! Fes A Live』テーマソング                                                     |
| 2021年4月21日  | SHOW BY ROCK!! BEST Vol.4                                                                         | Mashumairesh! | 「ブライトワールズノベル」 | ゲーム『SHOW BY ROCK!! Fes A Live』関連曲                                                           |
| 2021年4月28日  | アサルトリリィ BOUQUET BD第4巻特典CD                                                              | 一柳隊 | 「君の手を離さない 〜BOUQUET Ver.〜」 | テレビアニメ『アサルトリリィ BOUQUET』挿入歌                                                        |
| 2021年5月26日  | 舞台「アサルトリリィ League of Gardens / アサルトリリィ The Fateful Gift」 BD特典CD               | 一柳隊 | 「繋がり」 | 舞台『アサルトリリィ League of Gardens』オープニングテーマ                                          |
| 2021年5月26日  | 舞台「アサルトリリィ League of Gardens / アサルトリリィ The Fateful Gift」 BD特典CD               | 一柳隊 | 「大切を数えよう」 | 舞台『アサルトリリィ League of Gardens』エンディングテーマ                                          |
| 2021年5月26日  | 舞台「アサルトリリィ League of Gardens / アサルトリリィ The Fateful Gift」 BD特典CD               | 一柳隊、ルド女選抜、御台場選抜、相模女子選抜、ヘルヴォル、御前（佃井皆美） | 「君の手を離さない」 | 舞台『アサルトリリィ The Fateful Gift』オープニングテーマ                                           |
| 2021年7月21日  | SHOW BY ROCK!! STARS!! BD第4巻 きゃにめ特典CD                                                     | Mashumairesh! | 「ランナーズハイ!!」 | テレビアニメ『SHOW BY ROCK!! STARS!!』関連曲                                                        |
| 2021年9月8日   | Edel Lilie（Last Bullet MIX） 一柳隊Ver.                                                          | 一柳隊 | 「OVERFLOW」 | ゲーム『アサルトリリィ Last Bullet』関連曲                                                          |
| 2021年9月15日  | トリガーロック                                                                                    | Mashumairesh! | 「トリガーロック」 「イントロダクション」 | 『SHOW BY ROCK!!』関連曲                                                                            |
| 2021年9月15日  | トリガーロック きゃにめ特典CD                                                                     | ほわん（遠野ひかる） | 「トリガーロック」 「イントロダクション」 | 『SHOW BY ROCK!!』関連曲                                                                            |
| 2022年2月9日   | Neunt Praeludium（Last Bullet MIX） 一柳隊ver.                                                    | 一柳隊 | 「蕾の中の奇跡」 | ゲーム『アサルトリリィ Last Bullet』関連曲                                                          |
| 2022年2月9日   | Neunt Praeludium（Last Bullet MIX） 一柳隊ver.                                                    | 一柳隊 | 「想い出が溢れてる」 | 舞台『アサルトリリィ Lost Memories』テーマソング                                                    |
| 2022年2月9日   | Neunt Praeludium（Last Bullet MIX）Blu-ray付生産限定盤                                            | アサルトリリィ Last Bullet | 「蕾の中の奇跡」 | ゲーム『アサルトリリィ Last Bullet』関連曲                                                          |
| 2022年3月16日  | ウマ娘 プリティーダービー WINNING LIVE 04                                                         | ナイスネイチャ（前田佳織里）、マチカネタンホイザ（遠野ひかる）、イクノディクタス（田澤茉純）、ツインターボ（花井美春） | 「ユメヲカケル！」 | ゲーム『ウマ娘 プリティーダービー』関連曲                                                           |
| 2022年3月16日  | ウマ娘 プリティーダービー WINNING LIVE 04                                                         | マルゼンスキー（Lynn）、オグリキャップ（高柳知葉）、メジロマックイーン（大西沙織）、ナリタブライアン（衣川里佳）、シンボリルドルフ（田所あずさ）、タマモクロス（大空直美）、マンハッタンカフェ（小倉唯）、エイシンフラッシュ（藤野彩水）、スーパークリーク（優木かな）、ナイスネイチャ（前田佳織里）、マチカネタンホイザ（遠野ひかる）、イクノディクタス（田澤茉純）、ツインターボ（花井美春）、サトノダイヤモンド（立花日菜）、キタサンブラック（矢野妃菜喜）、サクラチヨノオー（野口瑠璃子）、メジロアルダン（会沢紗弥）、ヤエノムテキ（日原あゆみ） | 「うまぴょい伝説」 | ゲーム『ウマ娘 プリティーダービー』関連曲                                                           |
| 2022年4月20日  | Delight to me!【Delight ver.】                                                                    | シークフェルト音楽学院 | 「Delight to me!」 | 舞台『少女☆歌劇 レヴュースタァライト -The LIVE エーデル- Delight』関連曲                            |
| 2022年4月20日  | Delight to me!【Delight ver.】                                                                    | シークフェルト音楽学院、青嵐総合芸術院、西條クロディーヌ（相羽あいな）、夢大路文（倉知玲鳳）、胡蝶静羽（佐々木未来） | 「Everlasting Show to the SHOW!」 | 舞台『少女☆歌劇 レヴュースタァライト -The LIVE エーデル- Delight』関連曲                            |
| 2022年4月20日  | Delight to me!【エーデル ver.】                                                                   | シークフェルト音楽学院 | 「Everlasting Show to the SHOW! 〜エーデル ver.〜」 | 舞台『少女☆歌劇 レヴュースタァライト -The LIVE エーデル- Delight』関連曲                            |
| 2022年4月27日  | ウマ娘 プリティーダービー WINNING LIVE 05                                                         | スペシャルウィーク（和氣あず未）、サイレンススズカ（高野麻里佳）、トウカイテイオー（Machico）、オグリキャップ（高柳知葉）、ゴールドシップ（上田瞳）、メジロマックイーン（大西沙織）、テイエムオペラオー（徳井青空）、ナリタブライアン（衣川里佳）、シンボリルドルフ（田所あずさ）、タマモクロス（大空直美）、メジロライアン（土師亜文）、アドマイヤベガ（咲々木瞳）、サクラバクシンオー（三澤紗千香）、ミスターシービー（天海由梨奈）、メジロドーベル（久保田ひかり）、マチカネタンホイザ（遠野ひかる）、サトノダイヤモンド（立花日菜）、キタサンブラック（矢野妃菜喜）、サクラチヨノオー（野口瑠璃子）、メジロアルダン（会沢紗弥）、ヤエノムテキ（日原あゆみ）、ナリタトップロード（中村カンナ） | 「We are DREAMERS!!」 | ゲーム『ウマ娘 プリティーダービー』関連曲                                                           |
| 2022年4月27日  | ウマ娘 プリティーダービー WINNING LIVE 05                                                         | スペシャルウィーク（和氣あず未）、サイレンススズカ（高野麻里佳）、トウカイテイオー（Machico）、オグリキャップ（高柳知葉）、ゴールドシップ（上田瞳）、メジロマックイーン（大西沙織）、テイエムオペラオー（徳井青空）、ナリタブライアン（衣川里佳）、シンボリルドルフ（田所あずさ）、アグネスデジタル（鈴木みのり）、タマモクロス（大空直美）、マヤノトップガン（星谷美緒）、メジロライアン（土師亜文）、アドマイヤベガ（咲々木瞳）、サクラバクシンオー（三澤紗千香）、スマートファルコン（大和田仁美）、ニシノフラワー（河井晴菜）、ハルウララ（首藤志奈）、マーベラスサンデー（三宅麻理恵）、ミスターシービー（天海由梨奈）、メジロドーベル（久保田ひかり）、ナイスネイチャ（前田佳織里）、マチカネタンホイザ（遠野ひかる）、ツインターボ（花井美春）、サトノダイヤモンド（立花日菜）、キタサンブラック（矢野妃菜喜）、サクラチヨノオー（野口瑠璃子）、メジロアルダン（会沢紗弥）、ヤエノムテキ（日原あゆみ）、ナリタトップロード（中村カンナ） | 「うまぴょい伝説」 | ゲーム『ウマ娘 プリティーダービー』関連曲                                                           |
| 2022年7月6日   | くノ一ツバキの胸の内 あかね組音楽集                                                               | シオン（長谷川育美）、スズラン（遠野ひかる）、アジサイ（古賀葵） | 「あかね組活動日誌 〜丑班〜」 | テレビアニメ『くノ一ツバキの胸の内』エンディングテーマ                                              |
| 2022年7月6日   | くノ一ツバキの胸の内 あかね組音楽集                                                               | あかね組ねうしとらうたつみうまひつじさるとりいぬい | 「あかね組活動日誌 〜ねうしとらうたつみうまひつじさるとりいぬい大集合！〜」 | テレビアニメ『くノ一ツバキの胸の内』エンディングテーマ                                              |
| 2022年7月27日  | ごはんだヨッ！ダダダダン！！                                                                      | スラちゃんず△ | 「ごはんだヨッ！ダダダダン！！」 | テレビアニメ『転生賢者の異世界ライフ 〜第二の職業を得て、世界最強になりました〜』エンディングテーマ |
| 2022年7月27日  | ごはんだヨッ！ダダダダン！！                                                                      | スラちゃんず△ | 「のんびり異世界ライフ」 | テレビアニメ『転生賢者の異世界ライフ 〜第二の職業を得て、世界最強になりました〜』関連曲             |
| 2022年8月3日   | Cherish                                                                                           | 一柳隊 | 「Neunt Praeludium」 「Edel Lilie」 | 『アサルトリリィ』関連曲                                                                            |
| 2022年8月3日   | Cherish                                                                                           | 王雨嘉（遠野ひかる） | 「Pretty Please」 | 『アサルトリリィ』関連曲                                                                            |
| 2022年9月21日  | レヴューアルバム アルカナ・アルカディア                                                           | 愛城華恋（小山百代）、石動双葉（生田輝）、鳳ミチル（尾崎由香）、夢大路栞（遠野ひかる） | 「命尽きても尽き果てず」 | ゲーム『少女☆歌劇 レヴュースタァライト -Re LIVE-』関連曲                                            |
| 2022年10月28日 | 星たちのオーケストラパレード                                                                      | Mashumairesh! | 「星たちのオーケストラパレード」 | ゲーム『SHOW BY ROCK!! Fes A Live』関連曲                                                           |
| 2023年3月29日  | アニメ『うまゆる』アルバム                                                                        | スペシャルウィーク（和氣あず未）、オグリキャップ（高柳知葉）、ファインモーション（橋本ちなみ）、エアシャカール（津田美波）、マチカネタンホイザ（遠野ひかる） | 「永遠の色彩」 | Webアニメ『うまゆる』エンディングテーマ                                                             |
| 2023年3月29日  | アニメ『うまゆる』アルバム                                                                        | スペシャルウィーク（和氣あず未）、サイレンススズカ（高野麻里佳）、トウカイテイオー（Machico）、マルゼンスキー（Lynn）、オグリキャップ（高柳知葉）、ゴールドシップ（上田瞳）、ウオッカ（大橋彩香）、ダイワスカーレット（木村千咲）、グラスワンダー（前田玲奈）、メジロマックイーン（大西沙織）、エルコンドルパサー（髙橋ミナミ）、テイエムオペラオー（徳井青空）、シンボリルドルフ（田所あずさ）、エアグルーヴ（青木瑠璃子）、アグネスデジタル（鈴木みのり）、セイウンスカイ（鬼頭明里）、ファインモーション（橋本ちなみ）、マヤノトップガン（星谷美緒）、ユキノビジン（山本希望）、アグネスタキオン（上坂すみれ）、イナリワン（井上遥乃）、ウイニングチケット（渡部優衣）、エアシャカール（津田美波）、トーセンジョーダン（鈴木絵理）、ナカヤマフェスタ（下地紫野）、ナリタタイシン（渡部恵子）、ハルウララ（首藤志奈）、マチカネフクキタル（新田ひより）、メイショウドトウ（和多田美咲）、キングヘイロー（佐伯伊織）、マチカネタンホイザ（遠野ひかる）、ダイタクヘリオス（山根綺）、ツインターボ（花井美春）、シリウスシンボリ（ファイルーズあい）、ツルマルツヨシ（青山吉能）、シンボリクリスエス（春川芽生）、タニノギムレット（松岡美里）、ハッピーミーク（吉咲みゆ） | 「うまぴょい伝説（Game Size）」 | Webアニメ『うまゆる』エンディングテーマ                                                             |
| 2023年6月15日  | Ka☆Ku☆Go お命ちょーだい！                                                                         | 大真しのぶ（古賀葵）、細川弾丸子（田中美海）、田中稲（遠野ひかる）、リ・ウータオ（村瀬迪与）、エスメラルダ（紡木吏佐） | 「Ka☆Ku☆Go お命ちょーだい！」 | ゲーム『対魔忍GOGO!』テーマソング                                                                   |
| 2023年9月6日   | ウマ娘 プリティーダービー WINNING LIVE 13                                                         | マチカネタンホイザ（遠野ひかる） | 「TAILWIND」 | ゲーム『ウマ娘 プリティーダービー』関連曲                                                           |
| 2023年9月6日   | ウマ娘 プリティーダービー WINNING LIVE 13                                                         | キャップ・ビー［ミスターシービー（天海由梨奈）］、MACOtMai［ホッコータルマエ（菊池紗矢香）］、816-n［マチカネタンホイザ（遠野ひかる）］、オリィザ［ライスシャワー（石見舞菜香）］、マリン・C［シュヴァルグラン（夏吉ゆうこ）］ | 「Hat on your Head!」 | ゲーム『ウマ娘 プリティーダービー』関連曲                                                           |
| 2023年9月6日   | ウマ娘 プリティーダービー WINNING LIVE 13                                                         | ナリタブライアン（衣川里佳）、マヤノトップガン（星谷美緒）、ライスシャワー（石見舞菜香）、アドマイヤベガ（咲々木瞳）、イナリワン（井上遥乃）、ミスターシービー（天海由梨奈）、マチカネタンホイザ（遠野ひかる）、イクノディクタス（田澤茉純）、ツインターボ（花井美春）、サトノダイヤモンド（立花日菜）、キタサンブラック（矢野妃菜喜）、ヤエノムテキ（日原あゆみ）、サクラローレル（真野美月）、ナリタトップロード（中村カンナ）、サトノクラウン（鈴代紗弓）、シュヴァルグラン（夏吉ゆうこ）、ホッコータルマエ（菊池紗矢香）、ネオユニヴァース（白石晴香）、ヒシミラクル（春日さくら） | 「うまぴょい伝説」 | ゲーム『ウマ娘 プリティーダービー』関連曲                                                           |
| 2023年9月6日   | クライマキナ／CRYMACHINA COMPLETE SOUNDTRACK                                                      | エノア（遠野ひかる） | 「NotToNotice();」 | ゲーム『クライマキナ/CRYMACHINA』主題歌                                                             |
| 2023年9月6日   | クライマキナ／CRYMACHINA COMPLETE SOUNDTRACK                                                      | エノア（遠野ひかる） | 「MakeFlowerCrown();」 「FightSecondDeusExMachina_Ecclesia();」 「FightFifthDeusExMachina_Letheia();」 「FightSixthDeusExMachina_Logos();」 「FightSeventhDeusExMachina_Zoe();」 「FightFourthDeusExMachina_Anthropos();」 「FightTrueHumanity_Lilly();」 「FightThirdDeusExMachina_Noein();」 「FightFirstDeusExMachina_Dearest();」 「FightLordOfEden();」 「Alive();」 「HelloShatteredCradleWorld();」 「ArkGarden(LIGHT);」 「ArkGarden(DARK);」 「GameOver();」 「NotToNotice(); [Remix]」 「MakeFlowerCrown(); [Remix]」 「Alive(); [Remix]」 | ゲーム『クライマキナ/CRYMACHINA』関連曲                                                             |
| 2023年11月8日  | トウメイダイアリー/Wish Drop                                                                      | 一柳隊 | 「トウメイダイアリー」 | ゲーム『アサルトリリィ Last Bullet』2周年テーマ曲                                                   |
| 2024年1月10日  | TVアニメ『ウマ娘 プリティーダービー Season 3』ANIMATION DERBY Season 3 vol.3 Original Sound Track | キタサンブラック（矢野妃菜喜）、サトノダイヤモンド（立花日菜）、サトノクラウン（鈴代紗弓）、シュヴァルグラン（夏吉ゆうこ）、サウンズオブアース（MAKIKO）、ドゥラメンテ（秋奈）、トウカイテイオー（Machico）、メジロマックイーン（大西沙織）、ゴールドシップ（上田瞳）、スペシャルウィーク（和氣あず未）、サイレンススズカ（高野麻里佳）、ウオッカ（大橋彩香）、ダイワスカーレット（木村千咲）、ナイスネイチャ（前田佳織里）、ツインターボ（花井美春）、イクノディクタス（田澤茉純）、マチカネタンホイザ（遠野ひかる）、ロイスアンドロイス（田辺留依）、ヴィルシーナ（奥野香耶）、ヴィブロス（伊藤彩沙）、シンボリルドルフ（田所あずさ）、エアグルーヴ（青木瑠璃子）、ミホノブルボン（長谷川育美）、ライスシャワー（石見舞菜香）、サクラバクシンオー（三澤紗千香）、トーセンジョーダン（鈴木絵理）、マチカネフクキタル（新田ひより）、メイショウドトウ（和多田美咲）、メジロパーマー（のぐちゆり）、ダイタクヘリオス（山根綺）、コパノリッキー（稲垣好） | 「うまぴょい伝説」 | テレビアニメ『ウマ娘 プリティーダービー Season 3』エンディングテーマ                                |
| 2024年2月7日   | 運命のトリニティ                                                                                  | 一柳隊 with 早川弥宏（大西亜玖璃）、富永真（小泉萌香） | 「Adabana」 | ゲーム『アサルトリリィ Last Bullet』関連曲                                                          |
| 2024年2月7日   | 運命のトリニティ                                                                                  | 一柳隊 | 「Adabana」 | ゲーム『アサルトリリィ Last Bullet』関連曲                                                          |
| 2024年4月5日   | はなびらの栞                                                                                      | Mashumairesh! | 「はなびらの栞」 | 『SHOW BY ROCK!!』関連曲                                                                            |
| 2024年9月25日  | 負けヒロインが多すぎる！ マケイン応援！カバーソングコレクション                                   | 八奈見杏菜（遠野ひかる） | 「LOVE 2000」 | テレビアニメ『負けヒロインが多すぎる！』エンディングテーマ                                          |
| 2024年9月25日  | 負けヒロインが多すぎる！ マケイン応援！カバーソングコレクション                                   | 八奈見杏菜（遠野ひかる） | 「リルラ リルハ」 | テレビアニメ『負けヒロインが多すぎる！』関連曲                                                      |
| 2024年9月25日  | 負けヒロインが多すぎる！ マケイン応援！カバーソングコレクション                                   | 八奈見杏菜（遠野ひかる）、焼塩檸檬（若山詩音）、小鞠知花（寺澤百花） | 「最上級にかわいいの!」 | テレビアニメ『負けヒロインが多すぎる！』関連曲                                                      |
| 2025年1月22日  | CONSTELLAT10N                                                                                     | 一柳隊 with 一柳結梨（伊藤美来） | 「CONSTELLAT10N」 | ゲーム『アサルトリリィ Last Bullet』関連曲                                                          |
| 2025年7月2日   | monoのうた                                                                                        | シネフォト部 | 「メニメリ・メモリーズ！」 | テレビアニメ『mono』オープニングテーマ                                                              |
| 2025年7月2日   | monoのうた                                                                                        | シネフォト部 | 「Wonderers!!!」 | テレビアニメ『mono』関連曲                                                                          |
| 2025年7月2日   | monoのうた                                                                                        | 敷島桜子（遠野ひかる） | 「マイペース解像度」 | テレビアニメ『mono』関連曲                                                                          |
| 2025年10月22日 | raison d'etre                                                                                     | 郭神琳（星守紗凪）、王雨嘉（遠野ひかる） | 「ユリーカ！（神琳&雨嘉ver.）」 | ゲーム『アサルトリリィ Last Bullet』4.5周年テーマ曲                                                 |

## 書籍

### 写真集
- ハツヨイ（2024年9月6日、イマジカインフォス）[110][111]

### デジタルフォトブック
- 遠野ひかるフォトブック「とのと。」（2021年12月23日、集英社、ASIN B09NZRXVGJ）
- 遠野ひかる＆紡木吏佐フォトブック〜特装合本版〜（2021年12月23日、集英社、ASIN B09NZQ4CRS）